# 菊池嘉人
菊池 嘉人（きくち よしと、1934年4月15日 - 2020年8月15日）は、日本の経営者。タイガー魔法瓶社長を務めた。

## 来歴・人物
大阪府大阪市出身。1957年に甲南大学経済学部を卒業し、同年にタイガー魔法瓶に入社。専務、副社長を経て、1968年4月に社長に就任し、1987年2月には社長に昇格。1999年4月に相談役に就任。
1989年11月に藍綬褒章を受章。
2020年8月15日に多臓器不全のために死去。86歳没。